# FC 디나모 브레스트
FC 디나모 브레스트(벨라루스어: ФК Дынама Брэст, 러시아어: ФК Динамо Брест)는 브레스트를 연고로 하는 벨라루스의 축구 클럽이다. 현재는 벨라루스 프리미어리그에 참가하고 있다.

## 성적
- 벨라루스 프리미어리그 우승

우승 (1): 2019
- 벨라루스컵 우승 3회 (2007, 2017, 2018)
- 벨라루스 슈퍼컵 우승

우승 (2):  2018, 2019

## 선수 명단

### 현역
참고: FIFA 자격 규정에 따라 소속된 국가대표팀 국기를 표시합니다. 선수는 복수의 FIFA 비회원국 국적을 가지고 있을 수 있습니다.
| 번호 | 포지션 | 국적     | 이름                |
| ---- | ------ | -------- | ------------------- |
| 15   | MF     | 벨라루스 | 샤르헤이 키슬랴크   |
| 33   | DF     | 벨라루스 | 아르티솜 라크마나우 |

| 번호 | 포지션 | 국적     | 이름              |
| ---- | ------ | -------- | ----------------- |
| 62   | MF     | 벨라루스 | 미하일 고르데이축 |

## 역대 감독
| 감독                | 임기        |
| ------------------- | ----------- |
| 빅토르스 네스테렌코 | 2004        |
| 샤르헤이 바로우스키 | 2006        |
| 라도슬라프 라탈     | 2018        |
| 마르첼 리츠카       | 2018 ~ 2019 |
| 세르게이 코발추크   | 2020 ~      |

틀:FC 디나모 브레스트 선수 명단